# Ferhan e Ferzan Önder
Ferhan e Ferzan Önder (Tocate, 2 de outubro de 1965) são gêmeas pianistas turco-austríacas que atuam juntas.

## Biografia
Ferhan e Ferzan Önder nasceram numa pequena cidade no norte da Turquia. Depois que seu irmão mais velho começou a estudar música no Conservatório de Ancara [en], a família mudou-se para Ancara. As irmãs gêmeas começaram a tocar piano aos 10 anos e aprenderam cedo como dupla de piano. Aos 14 anos ganharam um prêmio especial do júri no Concorso Pianistico Internazionale Alessandro Casagrande em Terni, Itália. Estudou pela primeira vez na Universidade de Hacettepe e a partir de 1985 na Universidade de Música e Artes Dramáticas de Viena em master classes de Noel Flores [fi] e Paul Badura-Skoda.
A dupla é conhecida por suas turnês ao redor do mundo e por suas apresentações regulares com famosas orquestras internacionais. Eles também se apresentam em festivais de música como o Festival de Salzburgo, o Beethovenfest [en] em Bonn, o Festival de Viena [en], o Festival de Música de Rheingau [en] e o Festival de Música de Schleswig-Holstein [en].
O repertório da dupla inclui obras de Bach, Vivaldi, Mozart, Poulenc, Bartók, Stravinsky, Lutosławski e Fazıl Say [en].
Seu primeiro CD oficial "Vivaldi Reflections" (2001) recebeu o prêmio ECHO Klassik [en] em 2002. Seu segundo álbum foi intitulado "1001 Nights" (2003). Em 2002, foi lançada uma gravação ao vivo de uma colaboração com a Orquestra Estatal Saxônica de Dresden (O Carnaval dos Animais, palestrante: Günther Jauch).
As irmãs gêmeas foram nomeadas Embaixadoras da Boa Vontade do UNICEF pelo Comitê do UNICEF Turquia em 2003 e estão envolvidas em projetos para crianças. Ambos moram em Viena.

## Vida pessoal
- Ferhan Önder é casado com o pianista Rico Gulda e eles têm uma filha.[6]
- Ferzan Önder, ex-esposa de um empresário vienense,[1][7] é casada com o multipercussionista Martin Grubinger [en] desde 2009 e eles têm um filho.[8]

## Discografia
- 1998: Saint-Saens - Beethoven (Pan Classics)
- 2001: Vivaldi Reflections (EMI)
- 2002: Karneval der Tiere
- 2003: 1001 Nights (EMI)
- 2015: Carmina Burana (SONY)
- 2019: Karneval der Tiere (SONY)
- 2019: Ferhan&Ferzan Önder play Fazil Say  (WINTER&WINTER)